# Reptilieni
Reptilienii (numiți și reptiloizi; engleză Reptilians sau draconieni) sunt o presupusă rasă (sau mai multe rase) umanoidă extraterestră cu caracteristici de reptilă care joacă un rol proeminent în literatura științifico-fantastică, ufologia modernă și în teoria conspirației.  Relatările despre răpiri extraterestre  pretind uneori un contact cu creaturi reptiliene. Unul dintre primele rapoarte de acest tip a fost acela din Ashland, Nebraska al ofițerului de poliție Herbert Schirmer, care pretinde că a fost luat la bordul unui OZN în 1967 de către ființe  umanoide cu un aspect ușor reptilian, care purtau o emblemă cu un șarpe înaripat pe partea stângă a pieptului.
Conceptul de reptilieni pe Pământ a fost popularizat de David Icke, un teoretician al conspirației care crede că un popor de reptilieni ce-și pot schimba forma controlează lumea noastră luând înfățișare de oameni și câștigând puterea politică cu scopul de a manipula societatea umană. David Icke a afirmat în repetate rânduri că mulți dintre liderii mondiali sunt reptilieni sau sunt posedați de către reptilieni în încercarea acestora de a obține puterea pentru a conduce rasa umană.

## În mitologie
Descrieri variate ale unor umanoizi reptilieni sunt comune în miturile și legendele multor culturi de-a lungul istoriei.

### America
În Mezoamerica antică, Quetzalcóatl este numele aztec al divinității descrise ca fiind un șarpe cu pene. Numele Quetzalcoatl  înseamnă, literal, șarpele înaripat - Quetzal Serpiente.
La maiași se numea Kukulkan și la Quiche se numea Gucumatz.

### Europa
Cecrops I, primul rege mitic al Atenei era pe jumătate om, jumătate șarpe. Era reprezentat ca exemplul de pe o friză de pe altarul lui Zeus din Pergam (Pergamum).

### Orientul Mijlociu
În cultura egipteană antică găsim imagini cu Sobek, zeul cu cap de crocodil și cu Unas, considerată o rasă de ființe reptiliene.

### India
În scrierile și legendele din India, Naga (devanagari: नाग) sunt descrise ca ființe reptiliene care locuiesc în subteran și care interacționează cu ființele umane de la suprafață. În unele versiuni se spune că aceste creaturi au trăit odată pe un continent din Oceanul Indian care s-a scufundat în ape. Textele indiene fac referire , de asemenea, la Sarpa (devanagari: सर्प).

### Orientul Îndepărtat
Chinezii, vietnamezii, coreenii și japonezii povestesc despre 龙 (Lóng) (Yong în coreeană, Ryū în japoneză) sau dragoni, care au atât formă fizică cât și metafizică, dar rareori sunt descriși ca având forme umanoide.

## Răpire extraterestră
Relatările privind răpirile extraterestre invocă uneori contactul cu creaturi reptiliene. Unul dintre cele mai timpurii rapoarte a fost cel al ofițerului de poliție Herbert Schirmer din Ashland, Nebraska, care pretinde că a fost luat la bordul unui OZN în 1967 de către ființe umanoide cu un aspect ușor reptilian și care aveau embleme cu un "șarpe înaripat" pe partea stângă a pieptului.

## David Icke
Potrivit scriitorului britanic David Icke, reptilieni umanoizi de cca. 1,5 - 3,7 metri înălțime, băutori de sânge, schimbători de formă, veniți din sistemul stelar Alpha Draconis, care se ascund în baze subterane, sunt forța din spatele unei conspirații la nivel mondial împotriva umanității. El susține că majoritatea liderilor lumii au legături strânse cu acești reptilieni, inclusiv George W. Bush și miliardarul George Soros din Statele Unite sau regina Elisabeta a II-a Regatului Unit. Teoriile conspirației dezvoltate de Icke au suporteri în 47 țări și el ține frecvent prelegeri în toată lumea. Scriitorul american Vicki Santillano a clasat ideea că "umanoizi reptilieni ne controlează în întregime" ca fiind unul dintre cele mai populare 10 teorii ale conspirației.

## Politică
În lupta strânsă din 2008 privind Alegerile pentru Senatul SUA dintre comentatorul politic Al Franken și senatorul în funcție Norm Coleman, unul dintre buletinele de vot contestate de către Coleman a inclus un vot pentru Franken cu „Poporul Șopârlă” scris de mână în spațiul pentru alți candidați. Lucas Davenport, care a susținut mai târziu că este autorul acestei glume, a spus: „Eu nu știu dacă ați auzit de teoria conspirației privind Bărbații Șopârle; un prieten de-al meu, nu ne-au plăcut candidații, astfel încât mai întâi aveam de gând să scriem în revoluție, pentru că am crezut că era bine și la obiect. Și apoi, ne-am gândit că Poporul Șopârlă ar fi chiar amuzant.”

## Interpretări sceptice
Scepticii care aderă la ipoteza psihosocială [a originii] OZN-urilor susțin că mitul "reptilienilor" are ca bază [mini]serialul de televiziune științifico-fantastic V care a difuzat prima oară în 1983.
În V, presupuse ființe pașnice extraterestre numite "Vizitatori", care apar sub formă umană, ajung pe Pământ în farfurii uriașe care zboară și  inițiază primul contact. De fapt, Vizitatorii poartă măști care le ascund formele lor adevărate. În forma lor naturală, ei se aseamănă cu reptile umanoide și mănâncă mamifere vii. Vizitatorii declanșează o invazie extraterestră ascunsă prin care subminează subtil modul de viață, în special pe cel american. Creatorii seriei au realizat acest lucru ca pe o alegorie a fascismului. O refacere a seriei a fost difuzată în premieră în 2009 - 2011 (vezi Vizitatorii (2009)).
Este posibil ca un articol din 1934 apărut în Los Angeles Times să fi stat la originea acestor convingeri. Articolul relata faptul că un inginer minier geofizician a susținut că a descoperit o serie de labirinturi subterane sub Los Angeles formând un oraș subteran construit de o rasă avansată de Oameni "Șopârlă" ca să scape de catastrofele de la suprafață cu cca. 5.000 de ani în urmă. Cu toate acestea, în anii care au urmat acest articol a rămas obscur, chiar și printre susținătorii teoriei conspirației.

## Galerie

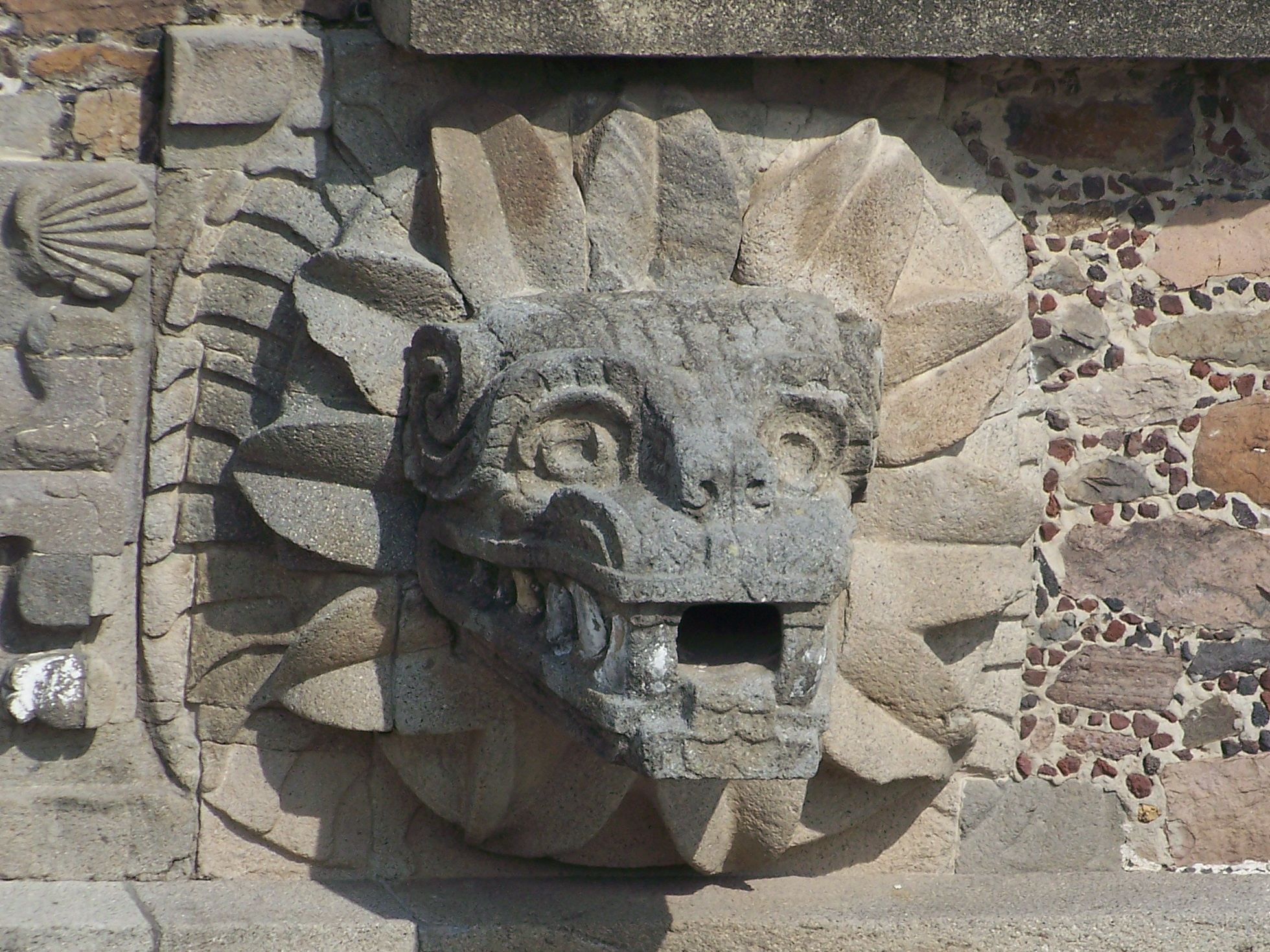
Cap de șarpe cu pene la Teotihuacan (Quetzalcoatl)
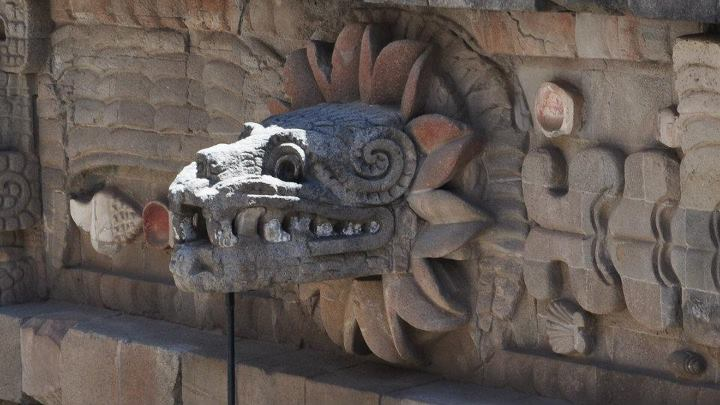
Quetzalcoatl
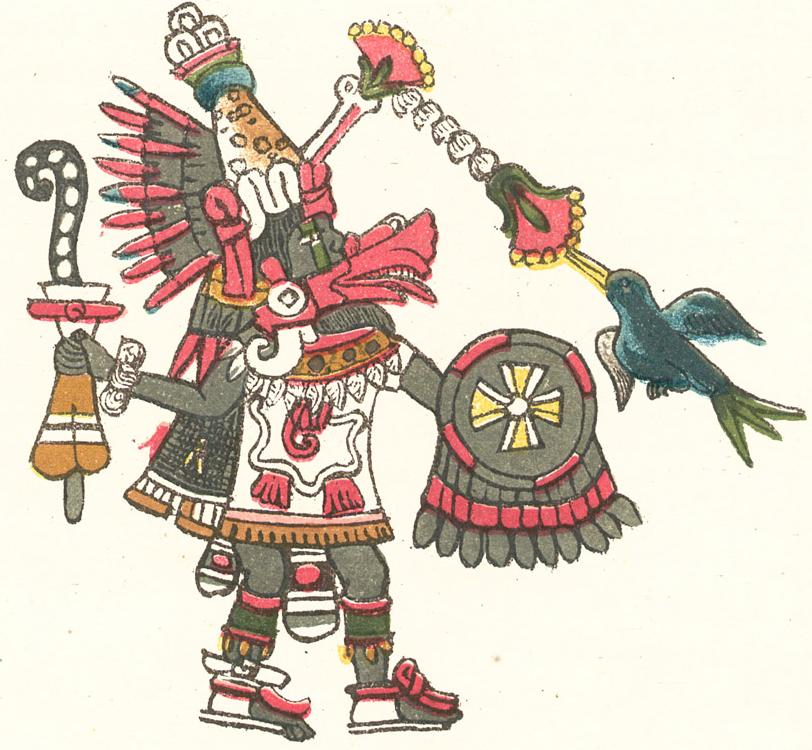
Sobek, zeul-crocodil al apelor
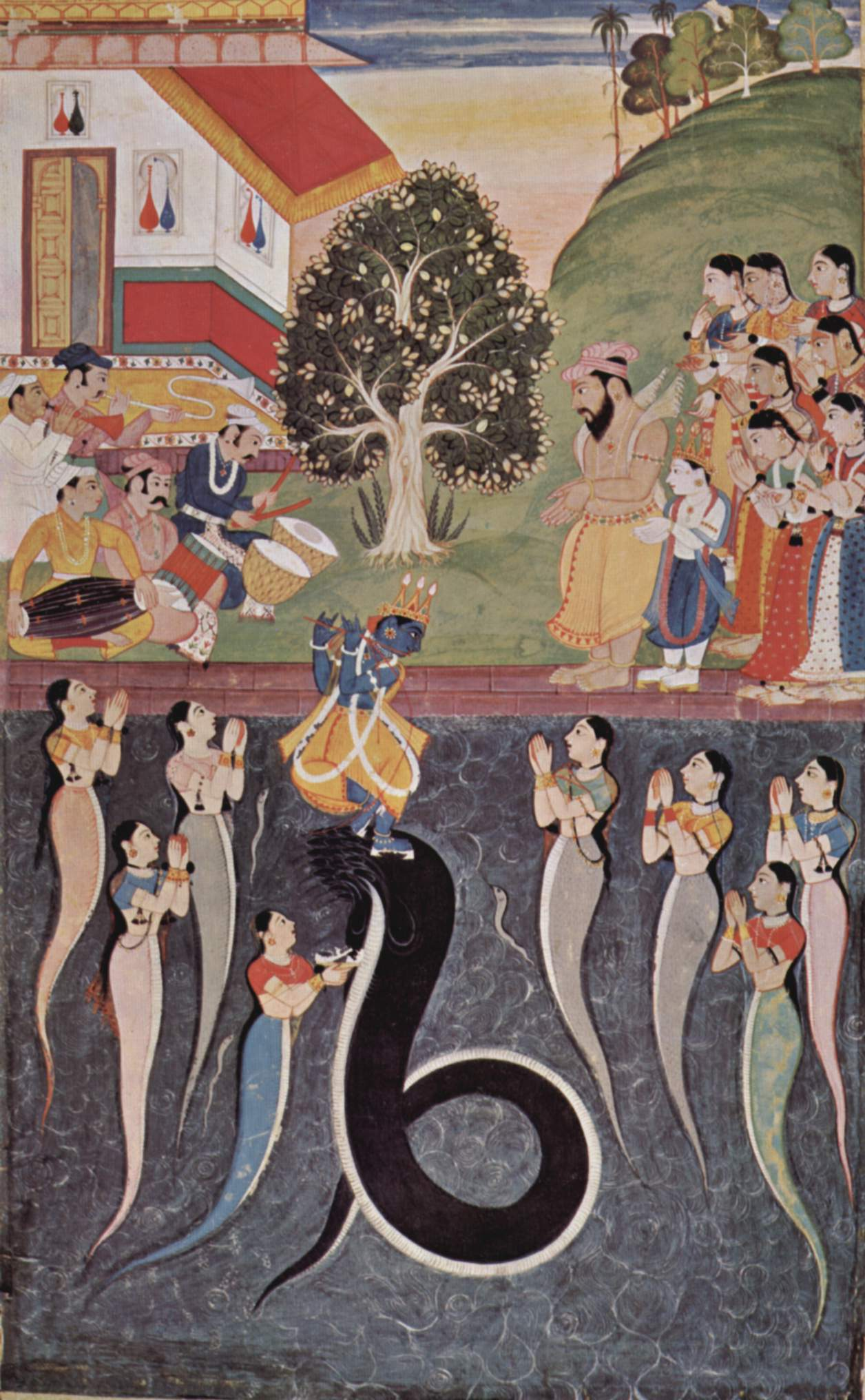
Krishna dansând cu șarpele Kaliya, în timp ce soțiile șarpelui se roagă la Krishna (Vezi Naga)
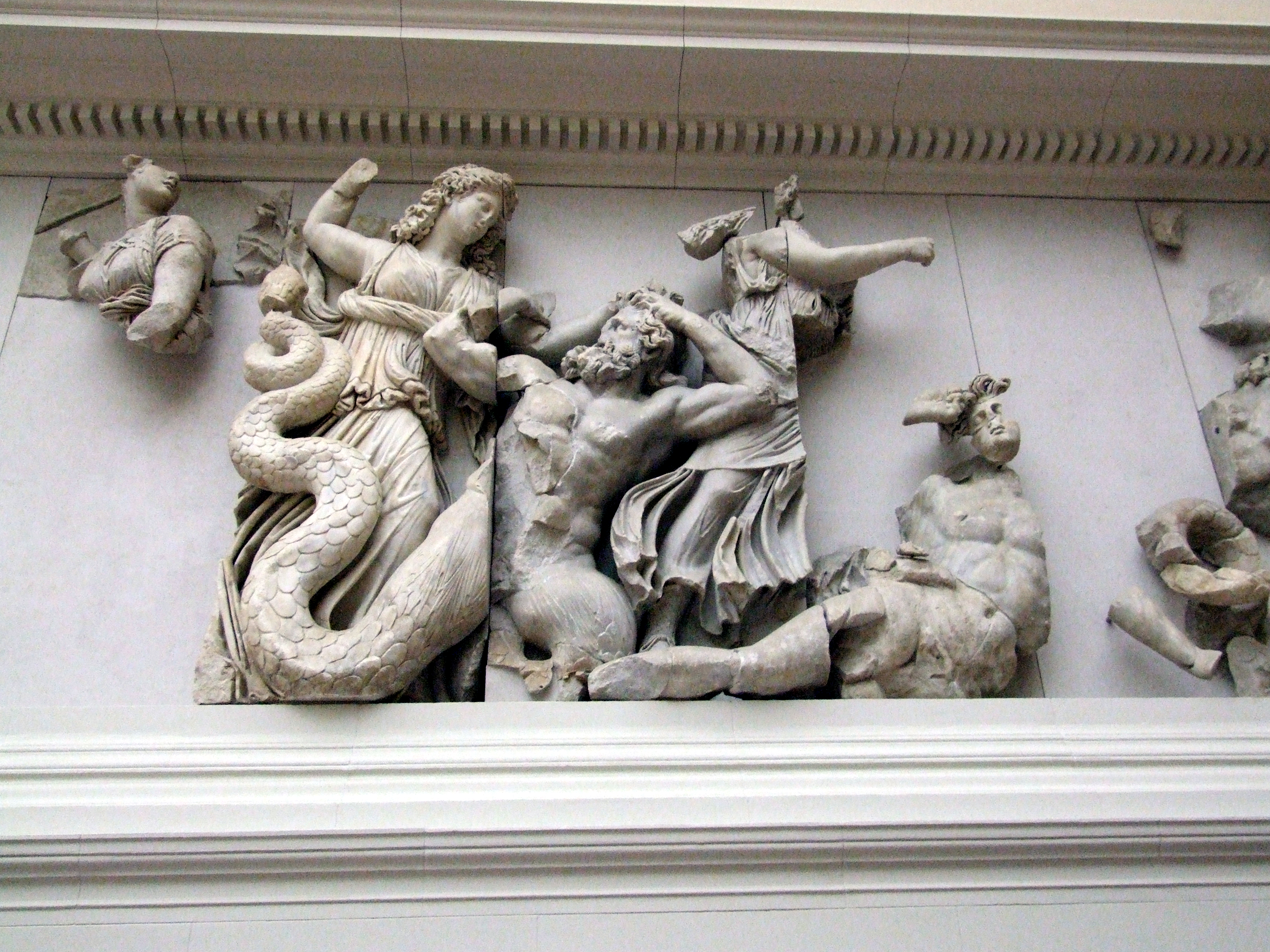
Muzeul Pergamului din Berlin
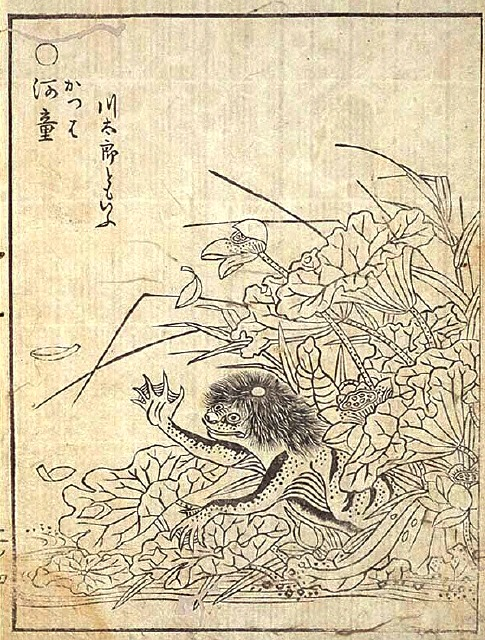
Kappa personaj japonez reptilian
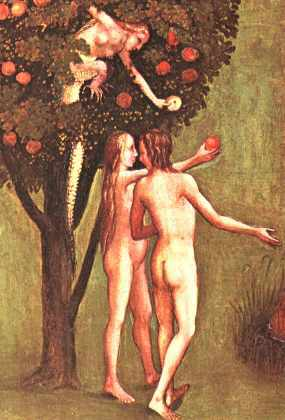
Adam şi Eva primind mărul de la o ființă reptiliană numită Șarpele în Biblie; pictură de Jheronimus Bosch
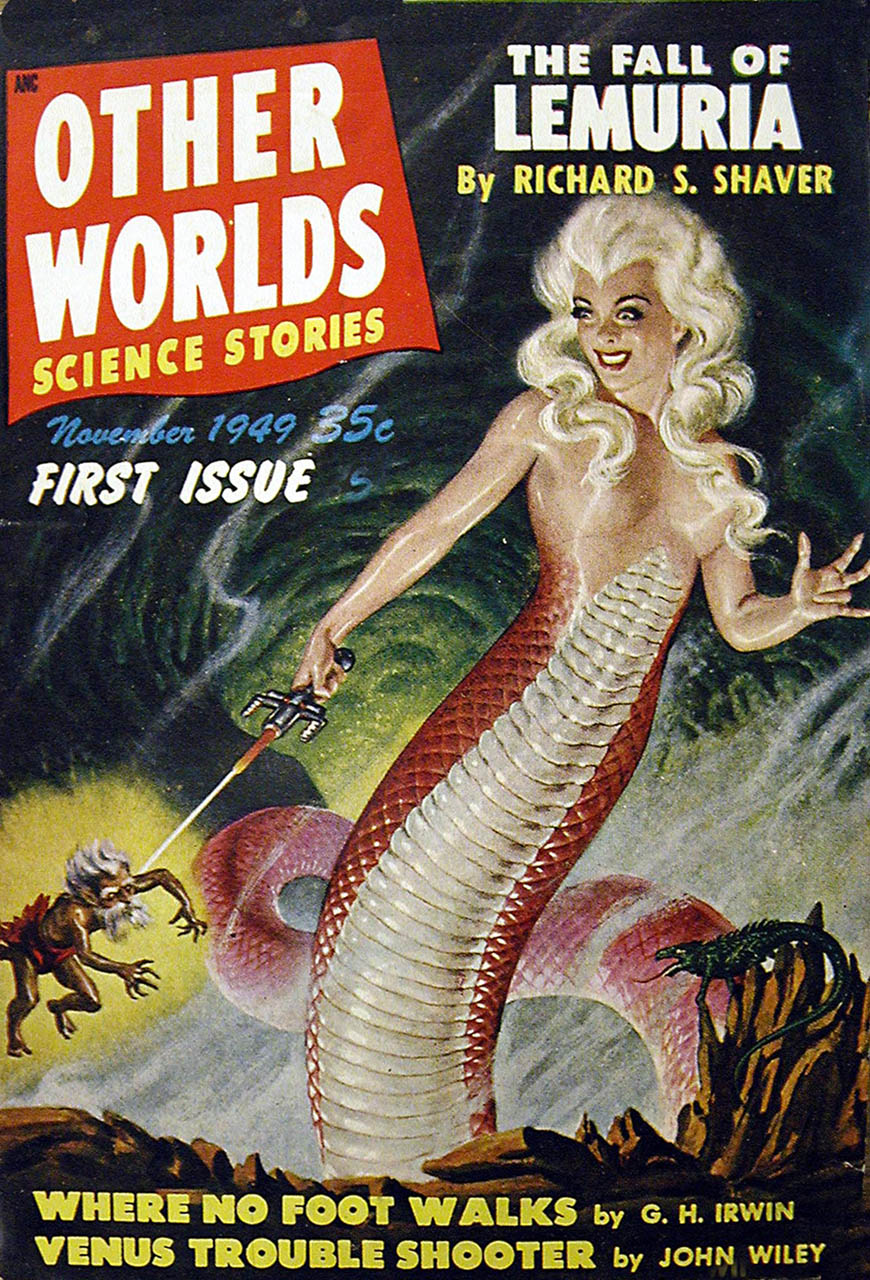
Femeie șarpe pe coperta unei reviste de povestiri SF
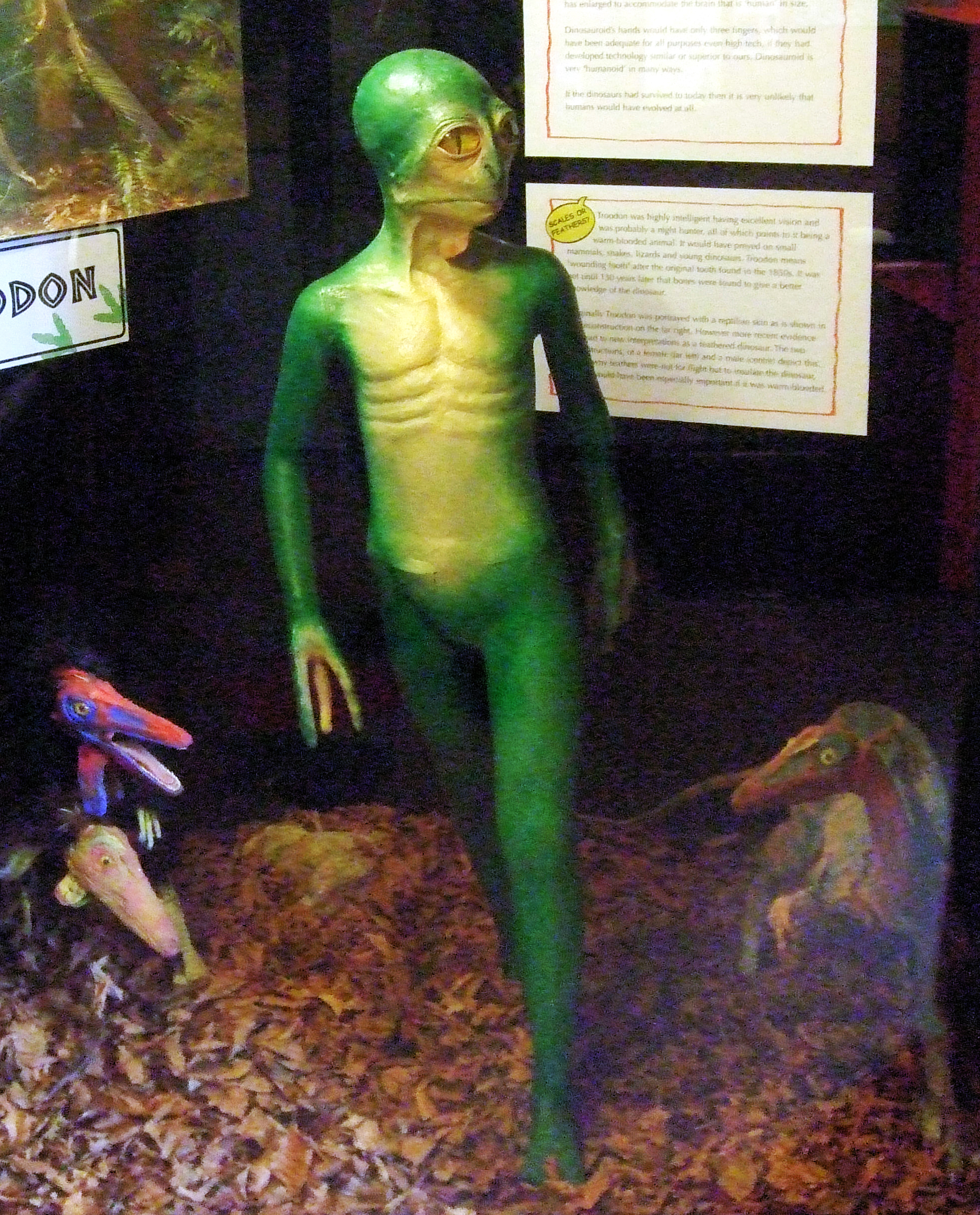
Dinosauroid
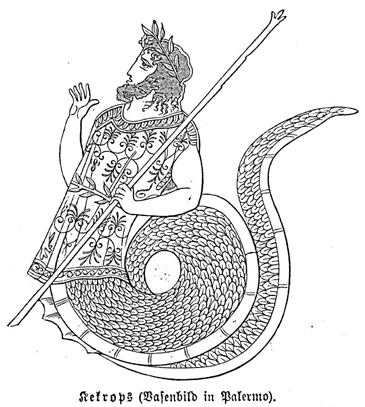
Cecrops I, regele mitologic al Atenei
Reptilian în comparație cu un om
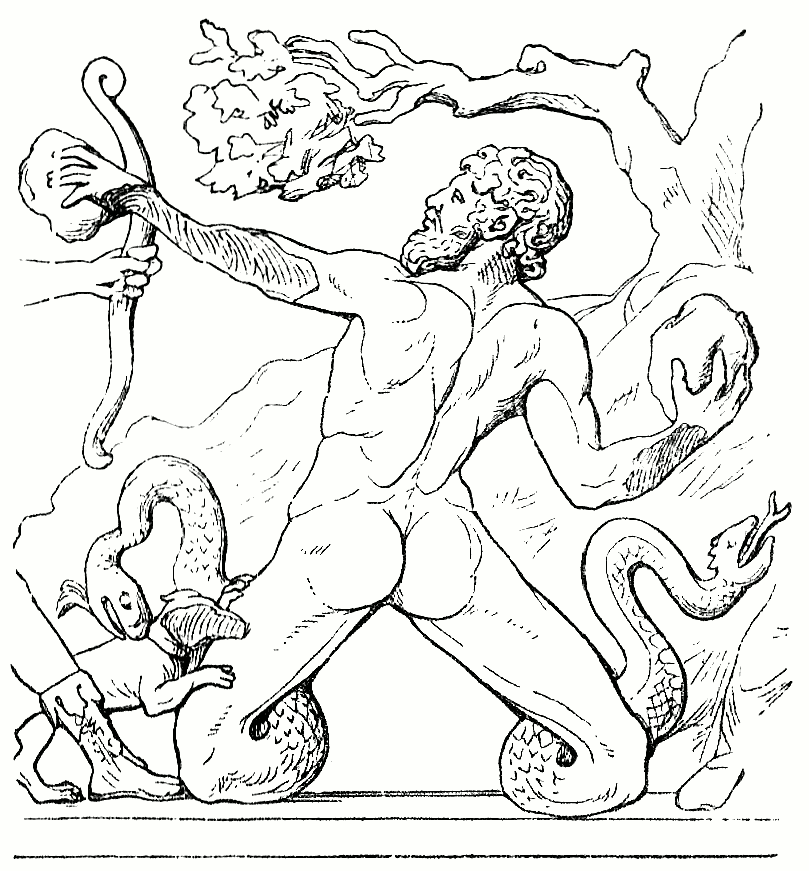
Gigant reptilian care luptă cu Artemis
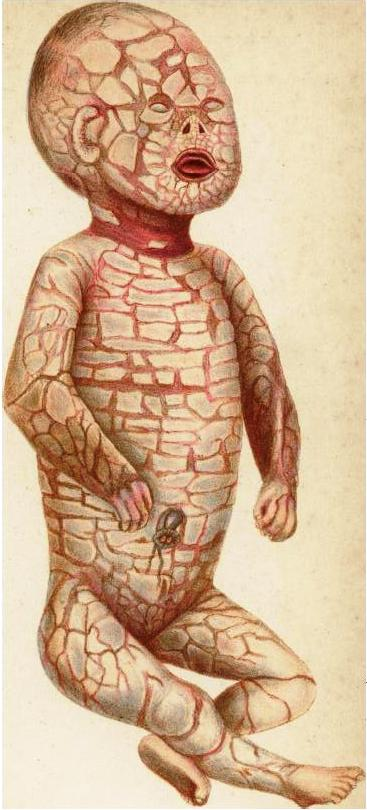
fetus Harlequin, litografie din 1886 de J. Bland Sutton